# Mohsen Kaabi
Ne pas confondre avec le capitaine Mohsen Kaabi, victime de l'affaire de Barraket Essahel.
Mohsen Kaabi, né le 8 décembre 1971 à Zouitina près d'El Batan, est un homme politique tunisien.
Il effectue ses études primaires à l'école de Saniet Ben Abdallah puis passe par le lycée technique de Tunis. En raison de son emprisonnement durant l'année de son baccalauréat, il n'obtient son diplôme qu'après sa sortie, avant de décrocher un diplôme en techniques de commercialisation de l'Institut supérieur des études technologiques de Radès, en 2003.
Secrétaire général local d'Ennahdha à Douar Hicher, puis au niveau du gouvernorat de la Manouba, il est élu membre de l'assemblée constituante comme représentant du parti islamiste Ennahdha dans la circonscription de la Manouba.
Au sein de la constituante, il est membre de la commission des collectivités publiques régionales et locales, ainsi que de la commission des martyrs et blessés de la révolution et de l'amnistie.